# Roggenbier
Si dice birra di segale una birra nella quale la segale (solitamente malto di segale) sostituisce almeno in parte l'uso di malto d'orzo.
In particolare la roggenbier è una birra speciale, prodotta con fino al 60% di malto di segale. Questo stile birrario ha avuto origine in Baviera, nel sud della Germania, e impiega gli stessi lieviti delle tedesche hefeweizen: il risultato è un sapore leggero, secco e saporito.
Negli Stati Uniti alcuni homebrewers e microbirrifici producono un altro stile di birra di segale, nel quale l'accentuata presenza di luppolo porta ad avere un sapore simile a quello delle India pale ale americane.
Il sahti finlandese è un altro stile di birra di segale, ottenuto impiegando segale, bacche di ginepro e lieviti selvatici.
Un altro tipo ancora di birra di segale è il kvas, diffuso in Russia.

## Storia
Fino al XV secolo era comune in Germania, e in particolare in Baviera, l'impiego di malto di segale per produrre birra. Tuttavia, dopo un periodo di cattivi raccolti, una legge stabilì che la segale potesse essere usata solo per la panificazione e, allo stesso tempo, che solo l'orzo potesse essere impiegato nella produzione della birra (legge nota come Reinheitsgebot). Le roggenbier scomparvero per almeno cinquecento anni, finché nel 1988 sono lentamente riapparse in Baviera.
La versione moderna delle roggenbier ha una gradazione alcolica tipicamente sul 5% vol. ed è piuttosto scura. Il sapore ricorda molto i cereali, spesso con un nucleo simile a quello del pane integrale. Di solito almeno il 50% del malto usato è di segale.

### Esempi diroggenbiertedesche
- Bürgerbräu Wolnzacher Roggenbier
- Paulaner Roggen

### Esempi diAmerican Rye beer
- Bear Republic Hop Rod Rye Ale
- Founders Red's Rye
- Weyerbacher XII